# Rocky Marciano
Rocco Francis Marchegiano (Brockton (Massachusetts), 1 september 1923 – nabij Newton (Iowa), 31 augustus 1969), beter bekend als Rocky Marciano of The Brockton Blockbuster, was een Amerikaans bokser, die wereldkampioen werd (23 september 1952 tot 30 november 1956) en als enige zwaargewichtkampioen ongeslagen was toen hij zijn carrière beëindigde. Hij stierf bij een vliegtuigongeluk. 

## Jonge jaren
Rocky Marciano werd geboren in Brockton. Toen hij één jaar oud was, kreeg hij longontsteking, maar hij overleefde het. Hij woonde naast de James Edgar Playground, waar hij elke dag honkbal speelde. Op zijn vijftiende ging hij naar Brockton High School en daar kwam hij in het Americanfootballteam en het honkbalteam. Toen hij een van de regels overtrad, moest hij stoppen met honkbal en American football. Hier werd hij boos over, hij ging spijbelen en stopte uiteindelijk helemaal met school.

## Amateurcarrière
Marciano begon met boksen toen hij in het leger zat. Daar deed hij mee met een amateur bokscompetitie, die hij won. Toen hij weer thuiskwam vertelde hij hierover aan zijn oom, die een wedstrijd voor Marciano liet organiseren. Zijn amateurrecord was negen gewonnen partijen en vier verloren partijen.

## Profcarrière
Marcanio vocht zijn eerste profwedstrijd op 27 maart 1947. Hij won zijn eerste zestien profpartijen door knock-out. Daarna werd Don Mogard de eerste die een volledige bokspartij met hem uithield.
Zijn prof-record was 49 gewonnen partijen (43 knock-outs), nul verloren partijen en nul onbeslist. Dit record bleef tot 2017 staan, toen Floyd Mayweather jr. het verbrak en 50 partijen won (en niets verloor).

## Trivia
- Marciano wordt over het algemeen beschouwd als de inspiratiebron voor de Rocky-films van Sylvester Stallone.